# Julio Asclepiodoto
Julio Asclepiodoto (en latín, Iulius Asclepiodotus) fue un político y militar del imperio romano del siglo III.

## Carrera política
Según la Historia Augusta, fue prefecto del pretorio de 290 a 296 con los emperadores Aureliano, Probo y Diocleciano, cónsul en 292 junto a Afranio Anibaliano; en 296 acompañó al César Constancio Cloro y derrotaron al usurpador Alecto en Britania.